# Mahamane Traoré
 (septembre 2012).
Si vous disposez d'ouvrages ou d'articles de référence ou si vous connaissez des sites web de qualité traitant du thème abordé ici, merci de compléter l'article en donnant les références utiles à sa vérifiabilité et en les liant à la section « Notes et références ».
Pour les articles homonymes, voir Traoré.
Mahamane Traoré est un footballeur malien, né le 31 août 1988, à Bamako, Mali. Il évolue au poste de milieu de terrain offensif.

## Biographie
Capitaine des Aiglons du Mali (équipe nationale junior), Mahamane Traoré est formé par le Cercle Olympique de Bamako (COB) avant de rejoindre en 2006 d'autres Aiglons, ceux de l'OGC Nice. Encore jeune à son arrivée, Mahamane Traoré évolue essentiellement avec l'équipe réserve avant de faire quelques rentrée remarquées à l'issue de la saison 2006-2007, contre Lyon notamment.
La saison suivante, une blessure au genou l'écarte des terrains pendant plusieurs mois. À l'issue de son rétablissement, Mahamane Traoré retrouve le groupe avec qui il entre en jeu à dix reprises. Cela lui permet d'être régulièrement sélectionné avec l'équipe A du Mali. Lors de la saison 2008-2009, il inscrit son premier but en professionnel lors de la rencontre Nice-Nancy à la 89e minute en donnant la victoire aux Aiglons, 2-1. Cette année-là, il dispute pas moins de 22 rencontres sous le maillot niçois en inscrivant au passage 3 buts. La saison suivante, il est un peu moins utilisé mais joue tout de même 16 rencontres de championnat de France de Ligue 1 et inscrit 1 but.
En manque de temps de jeu sur la Côte d'Azur, il est prêté au FC Metz en août 2010. Son aventure en Lorraine lui permet de s'aguerrir et de gagner du temps de jeu. Cependant, il se blesse à l’entraînement avant même son premier match, et est absent des terrains durant de nombreuses semaines. Il rate ainsi presque toute la première partie de saison. Cependant, dès qu'il est remis de sa blessure, Mahamane Traoré se mue en véritable dépositaire du jeu messin. Adroit, vif, percutant, précis dans ses passes, il dispute 22 rencontres avec le maillot à la Croix de Lorraine (19 matchs de championnats, 3 de Coupe de France) et il est un des principaux artisans du maintien messin en Ligue 2. Sa complicité avec Mathieu Duhamel lui permet de réaliser 7 passes décisives et d'inscrire également 4 buts.
L'été suivant, Mahamane rentre à Nice dans le but de se faire une place dans le "onze" titulaire des aiglons. Comme Nice a confié le poste de meneur de jeu à sa nouvelle recrue Camel Meriem, il dispute alors quelques rencontres amicales en se montrant à son avantage mais sans convaincre toutefois le staff azuréen de le faire jouer davantage. Il revient alors pour un second prêt d'une saison au FC Metz, pour le plus grand bonheur des supporters grenats, après avoir prolongé d'un an son contrat avec l'OGC Nice, qui court jusqu'en juin 2013.
À la fin de la saison 2011-2012, il revient dans l'effectif de l'OGC Nice et commence la préparation avec l'équipe azuréenne, entraînée par Claude Puel. Lors de la première saison sous l'ère Claude Puel, il dispute 24 matchs pour 4 buts. L'année suivante, souvent blessé, il n'est utilisé qu'à 12 reprises et ne marque aucun but. À partir de mai 2014, il est de nouveau perturbé par les blessures et ne retrouve les terrains qu'en mars 2015 avec la réserve, sans pour autant évoluer avec l'équipe professionnelle. Après une saison 2014-2015 blanche, il retrouve la Ligue 1 le 15 août 2015 face à l'ESTAC mais doit quitter ses partenaires sur blessure au cours du match. Il revient un mois plus tard, mais doit à nouveau arrêter de jouer en novembre, souffrant des ischio-jambiers, entraînant une indisponibilité de 3 mois et demi.